# A harc szelleme
A harc szelleme (eredeti címén ช็อคโกแลต, angol címén Chocolate) egy 2008-ban bemutatott thaiföldi akciófilm. Rendezője az Ong-bak – A thai boksz harcosa című filmet jegyző Pratja Pinkeo, főszereplője Janin Viszmitananda, akinek ez volt az első főszerepe. A film jórészt pozitív kritikákat kapott, a Rotten Tomatoes oldalán 33 kritikus összesített véleménye alapján 73%-ra értékelték.

## Történet
|  | Alább a cselekmény részletei következnek! |

Zin, az egyik nagy hatalmú thaiföldi gengszter, No8 barátnője szerelembe esik a japán jakuza Maszasival. No8 féltékenységében megtiltja a nőnek, hogy valaha is újra kapcsolatba lépjen a férfival, különben mindkettőjüket megöli. Zin hazaküldi Maszasit Japánba, nem sokkal később azonban rádöbben, hogy állapotos. Kislánya, Zen autistaként születik, alig beszél, nehezen kezelhető, és zárkózott. A kislány nyolcéves, amikor édesanyja úgy dönt, egy levélben mégis értesíti Maszasit arról, hogy gyermeke született. A levelet azonban megszerzi No8, és megkeresi a nőt. Figyelmeztetésül levágja az egyik lábujját, és megfenyegeti, hogy megöli a kislányt, ha a nő újra kapcsolatba lép a jakuzával. Zin kislányával elköltözik, hogy ne legyen a gengszter szeme előtt, új szomszédságában egy muaj thai harcművészeti iskola működik. A senkivel sem kommunikáló Zen a harcművészetek rabja lesz, a teraszról figyelve a muaj thai harcosokat megtanul verekedni. Az autista kislánynak különleges képessége is van: hihetetlen gyorsasággal képes reagálni a neki dobott tárgyakra. Tinédzserként ebből pénzt is csinál, barátjával, Moommal bemutatókat rendeznek a tereken, ahol Zen bármilyen irányból, bármilyen sebességgel dobott labdát el tud kapni.
Egy nap azonban Zen édesanyja rákos lesz, a család megélhetése veszélybe kerül, mert az asszony terápiája rengeteg pénzt igényel. Moom véletlenül felfedezi Zin egyik régi noteszét, amiben a nőnek tartozók listája szerepel. Moom és Zen elindul, hogy begyűjtse a tartozásokat, ám a gengszterek nem akarnak fizetni. Az édesanyjáért aggódó Zen ököllel veri ki a pénzt belőlük. Ennek híre megy, No8 pedig bérgyilkosokat küld Zinre és a lányára. A végső csatába Zen japán édesapja is bekapcsolódik.
|  | Itt a vége a cselekmény részletezésének! |